# Laiphognathus multimaculatus
Espèce
Statut de conservation UICN

 LC  : Préoccupation mineure
Laiphognathus multimaculatus est une espèce de poissons marins de la sous-famille des Blenniinae (famille des Blenniidae).

## Description
Laiphognathus multimaculatus peut mesurer jusqu'à 40 mm, queue non comprise.

## Répartition

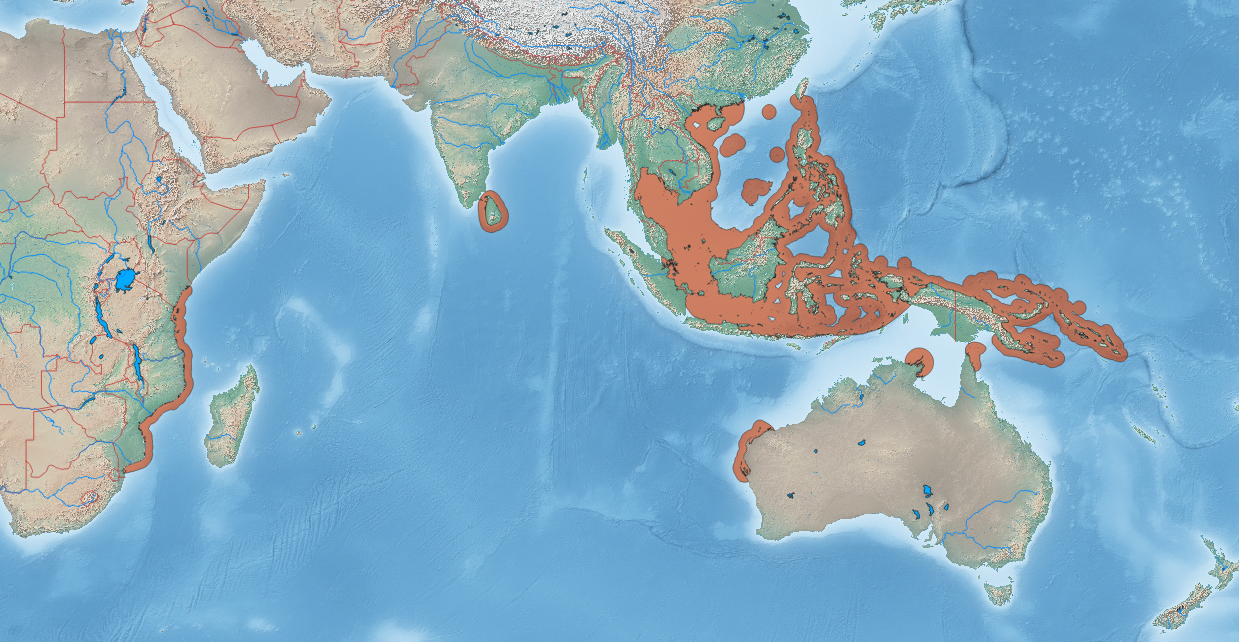
Aire de répartition de Laiphognathus multimaculatus selon l'UICN (2025).

Ce poisson se rencontre dans le bassin Indo-Pacifique, sur la côte est de l'Afrique (du Kenya jusqu'au  Mozambique) ainsi que sur les côtes du Sri Lanka, autour de la péninsule Malaise et sur les côtes ouest et nord de l'Australie et autour de la Papouasie-Nouvelle-Guinée jusqu'aux Îles Salomon. Il est présent entre 1 et 25 m de profondeur.

## Systématique
Le nom valide complet (avec auteur) de ce taxon est Laiphognathus multimaculatus Smith, 1955.

### Étymologie
Son épithète spécifique, du latin multi, « plusieurs », et maculatus, « tache », fait référence aux quatre ou cinq séries de taches noires irrégulières de la taille de sa pupille sur son corps et des nombreux points noirs présents sur sa tête.

### Publication originale
- (en) J. L. B. Smith, « New species and new records of fishes from Moçambique. Part I. », Memorias do Museu Dr. Alvaro de Castro, Mozambique, vol. 3,‎ 1955, p. 3-27 (ISSN 0458-4104).